# 宋薦
宋薦（1553年—？），字子朝，號翀斗，直隸廣平府肥鄉縣人，民籍，明朝政治人物。

## 生平
萬曆十三年（1585年）乙酉科順天府鄉試三十四名，萬曆十四年（1586年）丙戌科會試一百七十四名，登三甲第九十七名進士。户部观政，本年八月授陕西宝鸡县知县，十六年調繁山西翼城县知县，丁憂歸。二十一年復除寿光县，二十二年升户部主事，二十四年管太仓银库，二十五年升郎中，大同管粮，二十七年升卫辉府知府，二十八年調开封府知府，三十年闰二月升本省副使兼右参议，分守河南道，本年丁憂。三十三年十月復除山东副使，分守沂州道，三十五年十二月升徐淮道右参政，三十七年致仕。

## 家族
曾祖宋賢，曾任庠生；祖父宋宗儒；父宋熙寧，曾任恩壽。母邢氏。具庆下。兄宋选、宋考。弟宋擢（庠生）、宋遷、宋陞。